# 2023年2月臺灣
| << | 2023年2月 （民國112年） | >> |    |    |    |    |
| \| 日 \| 一 \| 二 \| 三 \| 四 \| 五 \| 六 \| \| \| \| \| 1 \| 2 \| 3 \| 4 \| \| 5 \| 6 \| 7 \| 8 \| 9 \| 10 \| 11 \| \| 12 \| 13 \| 14 \| 15 \| 16 \| 17 \| 18 \| \| 19 \| 20 \| 21 \| 22 \| 23 \| 24 \| 25 \| \| 26 \| 27 \| 28 \| \| \| \| \| \| \| \| \| \| \| \| \| |                         |    |    |    |    |    |
| 臺灣新聞動態／維基新聞 |                         |    |    |    |    |    |
| 世界／中国大陆／臺灣 |                         |    |    |    |    |    |
| 日 | 一                      | 二 | 三 | 四 | 五 | 六 |
| |                         |    | 1  | 2  | 3  | 4  |
| 5 | 6                       | 7  | 8  | 9  | 10 | 11 |
| 12 | 13                      | 14 | 15 | 16 | 17 | 18 |
| 19 | 20                      | 21 | 22 | 23 | 24 | 25 |
| 26 | 27                      | 28 |    |    |    |    |
| |                         |    |    |    |    |    |

## 2月5日
- 台北市舉行2023年台灣燈會，為期15天。

## 2月10日
- 新北捷運安坑輕軌通車。[1]

## 2月12日
- 一名婦人與女兒到高雄市三民區的爭鮮迴轉壽司愛河家樂福店用餐時，看到鄰座的一名男子數度把碰過的壽司，蓋上蓋子後再放上迴轉壽司軌道上。經婦人反應，主廚將該盤壽司丟掉。該名男子第三次拿起干貝鮭魚卵壽司，用自己的筷子碰壽司後，再蓋回去放回去迴轉壽司上。婦人隨即出聲制止，該名男子突然暴怒敲兩次桌子說：「林北就是這樣，就是故意的又怎樣」，甚至還說「這裡沒有這樣的規定」。事件曝光後令外界憂心爭鮮的食安問題[2]。

## 2月14日
- 總統蔡英文在總統府接見聖文森及格瑞那丁外交部長彼德絲（Keisal Peters）[3]、貝里斯總理夫人羅莎娜（Rossana Briceño）[4]和巴拉圭總統馬利歐·阿布鐸·貝尼特斯[5]的訪問團。

## 2月17日
- 國家通訊傳播委員會表示，台馬2號海纜初步判斷同月2日疑被中國漁船損害，台馬3號海纜同月8日疑似被MMSI為中國籍貨輪損害，中華電信已經向海巡署報案。[6]
- 行政院發言人陳宗彥被立委指控曾接受業者性招待。陳宗彥於晚間發布聲明，為避免有心人士刻意政治操作，已向行政院長陳建仁提出辭呈[7]。
- 此前媒體報導陆男国赔案时，称法官經函詢中華民國大陸委員會，獲函復中國大陸人民亦是中華民國人民，適用國家賠償法。大陸委員會於此日称，本會函復高雄地方法院的內容從未稱「中國大陸人民是中華民國國民」。据中華民國憲法第三條等法條，「中華民國國民係『具有中華民國國籍之居住臺灣地區設有戶籍國民或無戶籍國民』」[8]。

## 2月18日
- 晚間11時49分南投縣鹿谷鄉發生芮氏規模5.0地震，地震深度18.2公里，震央位於南投縣政府南南東方23.4公里[9]。
- 屏東籍「昇豐128號」鮪釣漁船在屏東縣東港鎮鹽埔漁港出海，於凌晨2時距帛琉馬拉卡港西北方414浬處，船位回報器（VMS）及船舶自動辨識系統（AIS）同時斷訊，於該海域作業之鄰近友船亦無法與該船取得聯繫；當時該船於太平洋公海作業期間失聯，船上6名船員失蹤，船員中有1名台灣籍船長、5名印尼籍船員。漁業署指出，漁業署漁業監控中心接獲船主通報與失聯漁船失去聯繫後，立即請電外交部、海巡署及國家搜救中心洽請美國、菲律賓、帛琉等鄰近國家搜救單位協助搜尋，並聯繫失聯地點附近5艘台灣籍漁船前往協助搜尋[10][11]。

## 2月20日
- 中央流行疫情指揮中心表示，經考量國內疫情逐漸平穩，醫療量能充足，且已進行跨部會溝通研議，經綜合評估後，如疫情持續穩定可控，自2月20日實施以下室內戴口罩放寬之通案性規定。除了「醫療照護機構」與「公共運輸場域」仍強制戴口罩外，多數室內場所解禁，可由民眾「自主決定」佩戴[12][13]。

## 2月21日
- 《疫後強化經濟與社會韌性及全民共享經濟成果特別條例》經立法院三讀通過後公布施行，經費上限為新臺幣3,800億元，以特別預算方式編列，施行期間為公布日至民國114年12月31日止[14][15][16]。

## 2月23日
- 高雄籍「聯昇發」漁船（CT4-2896）於印度洋公海作業期間失聯，船上16名船員失蹤，船員中有1名台灣籍船長、15名印尼籍船員；漁業署立即協調附近海域作業的台灣籍漁船協尋，並透過國家搜救指揮中心及外交管道，尋求該海域鄰近國家模里西斯、法屬留尼旺、塞席爾等協助。25日晚間接獲台灣籍漁船回報，於失事海域附近尋獲一艘疑似聯昇發的船翻覆船體，即洽國家搜救中心尋求模里西斯協助。當地時間26日上午6時許，模里西斯公務船抵達翻覆船體位置，經潛水人員水下目視判斷，證實確為聯昇發漁船，另除漁艙及機房無法進入，其餘空間均未發現人員，且未尋獲救生艇[17]。
- 臺灣體操教練梁梅宗因臺灣＃MeToo的性侵案，向檢方報到後發監至法務部矯正署高雄第二監獄服刑6年10月[18]。

## 2月28日
- 228事件76週年紀念會於下午在台北市中正區228和平紀念公園舉行，台北市長蔣萬安致詞時，場外突然有抗議團體成員闖入現場，高舉布條、吶喊表達訴求，隨即被維安人員拉開[19]。
- 228事件76週年中樞紀念儀式在台南市安平區228紀念公園舉行，總統蔡英文、行政院長陳建仁、立法院長游錫堃、文化部長史哲、內政部長林右昌、台南市長黃偉哲及受難者家屬等人出席紀念和獻花[20]。